# Coupe de Tchéquie féminine de volley-ball
La Coupe de Tchéquie féminine de volley-ball est organisée par la Fédération de République tchèque de volley-ball (Český volejbalový svaz, ČVS). Elle a été créée en 1992.

## Historique
La Coupe de Tchéquie a été instaurée à l'occasion de la dissolution de la Tchécoslovaquie.

## Palmarès
| Année | Vainqueur              | Score                                     | Finaliste                       |
| ----- | ---------------------- | ----------------------------------------- | ------------------------------- |
| 1993  | TJ KP Brno             |                                           | SK Slavia Prague                |
| 1994  | SK UP Mora Olomouc     |                                           | TJ KP Brno                      |
| 1995  | SK UP Mora Olomouc     |                                           | SK Královo Pole Brno            |
| 1996  | PVK Olymp Prague       |                                           | SK Slavia Prague                |
| 1997  | PVK Olymp Prague       |                                           | SK Královo Pole Brno            |
| 1998  | PVK Olymp Prague       |                                           | SK Lapos Frenštát pod Radhoštěm |
| 1999  | PVK Olymp Prague       |                                           | SK Lapos Frenštát pod Radhoštěm |
| 2000  | PVK Olymp Prague       |                                           | VK Královo Pole Brno            |
| 2001  | VK Královo Pole Brno   |                                           | PVK Olymp Prague                |
| 2002  | VK Královo Pole Brno   |                                           | SK Lapos Frenštát pod Radhoštěm |
| 2003  | VK Královo Pole Brno   |                                           | TJ Sokol Frýdek-Místek          |
| 2004  | PVK Olymp Prague       |                                           | VK Královo Pole Brno            |
| 2005  | PVK Olymp Prague       |                                           | VK Královo Pole Brno            |
| 2006  | VK Královo Pole Brno   | 3 - 1 (25-20, 20-25, 25-19, 25-20)        | PVK Olymp Prague                |
| 2007  | PVK Olymp Prague       | 3 - 0 (25-17, 25-21, 25-23)               | VK Královo Pole Brno            |
| 2008  | VK Prostějov           | 3 - 0 (25-20, 25-15, 25-13)               | PVK Olymp Prague                |
| 2009  | VK Prostějov           | 3 - 0 (25-19, 25-14, 25-15)               | SK UP Olomouc                   |
| 2010  | VK Modřanská Prostějov | 3 - 2 (20-25, 25-22, 25-19, 20-25, 15-9)  | VK Královo Pole Brno            |
| 2011  | VK Modřanská Prostějov | 3 - 0 (25-20, 25-15, 25-15)               | SK UP Olomouc                   |
| 2012  | VK AGEL Prostějov      | 3 - 0 (25-21, 25-13, 25-10)               | SK UP Olomouc                   |
| 2013  | VK AGEL Prostějov      | 3 - 1 (25-14, 21-25, 25-19, 25-23)        | PVK Olymp Prague                |
| 2014  | VK AGEL Prostějov      | 3 - 1 (25-17, 21-25, 27-25, 27-25)        | PVK Olymp Prague                |
| 2015  | VK AGEL Prostějov      | 3 - 0 (25-21, 25-21, 25-17)               | PVK Olymp Prague                |
| 2016  | VK AGEL Prostějov      | 3 - 0 (27-25, 25-23, 25-17)               | TJ Ostrava                      |
| 2017  | VK UP Olomouc          | 3 - 2 (25-18, 25-21, 19-25, 20-25, 16-14) | VK AGEL Prostějov               |
| 2018  | VK AGEL Prostějov      | 3 - 1 (25-12, 25-18, 20-25, 25-18)        | VK UP Olomouc                   |
| 2019  | VK UP Olomouc          | 3 - 1 (25-21, 25-19, 21-25, 25-17)        | VK Prostějov                    |
| 2020  | VK UP Olomouc          | 3 - 2 (25-27, 17-25, 25-15, 25-20, 15-7)  | PVK Olymp Prague                |
| 2021  | VK UP Olomouc          | 3 - 1 (21-25, 26-24, 25-20, 25-21)        | Dukla Liberec                   |
| 2022  |                        |                                           |                                 |

## Bilan par club
| Club                 | Titres | Ville     | Année                                                      |
| -------------------- | ------ | --------- | ---------------------------------------------------------- |
| VK Prostějov         | 10     | Prostějov | 2008, 2009, 2010, 2011, 2012, 2013, 2014, 2015, 2016, 2018 |
| PVK Olymp Prague     | 8      | Prague    | 1996, 1997, 1998, 1999, 2000, 2004, 2005, 2007             |
| SK UP Olomouc        | 6      | Olomouc   | 1994, 1995, 2017, 2019, 2020, 2021                         |
| VK Královo Pole Brno | 5      | Brno      | 1993, 2001, 2002, 2003, 2006                               |